# Josselin
Josselin (en bretó Josilin, en gal·ló Jocelin) és un municipi francès, situat a la regió de Bretanya, al departament d'Ar Mor-Bihan. L'any 2006 tenia 2.582 habitants. A l'inici del curs 2007 el 17,1% dels alumnes del municipi eren matriculats a la primària bilingüe.

## Demografia
| 1962                                       | 1968  | 1975  | 1982  | 1990  | 1999  |  |
| ------------------------------------------ | ----- | ----- | ----- | ----- | ----- |  |
| 2.231                                      | 2.283 | 2.611 | 2.548 | 2.338 | 2.419 |  |
| Des de 1962: població sense dobles comptes |       |       |       |       |       |  |

## Administració
| Període   | Identitat         | Partit   |
| --------- | ----------------- | -------- |
| 1965-2001 | Josselin de Rohan | RPR- UMP |
| 2001-     | Joseph Seveno     |          |

## Galeria d'imatges

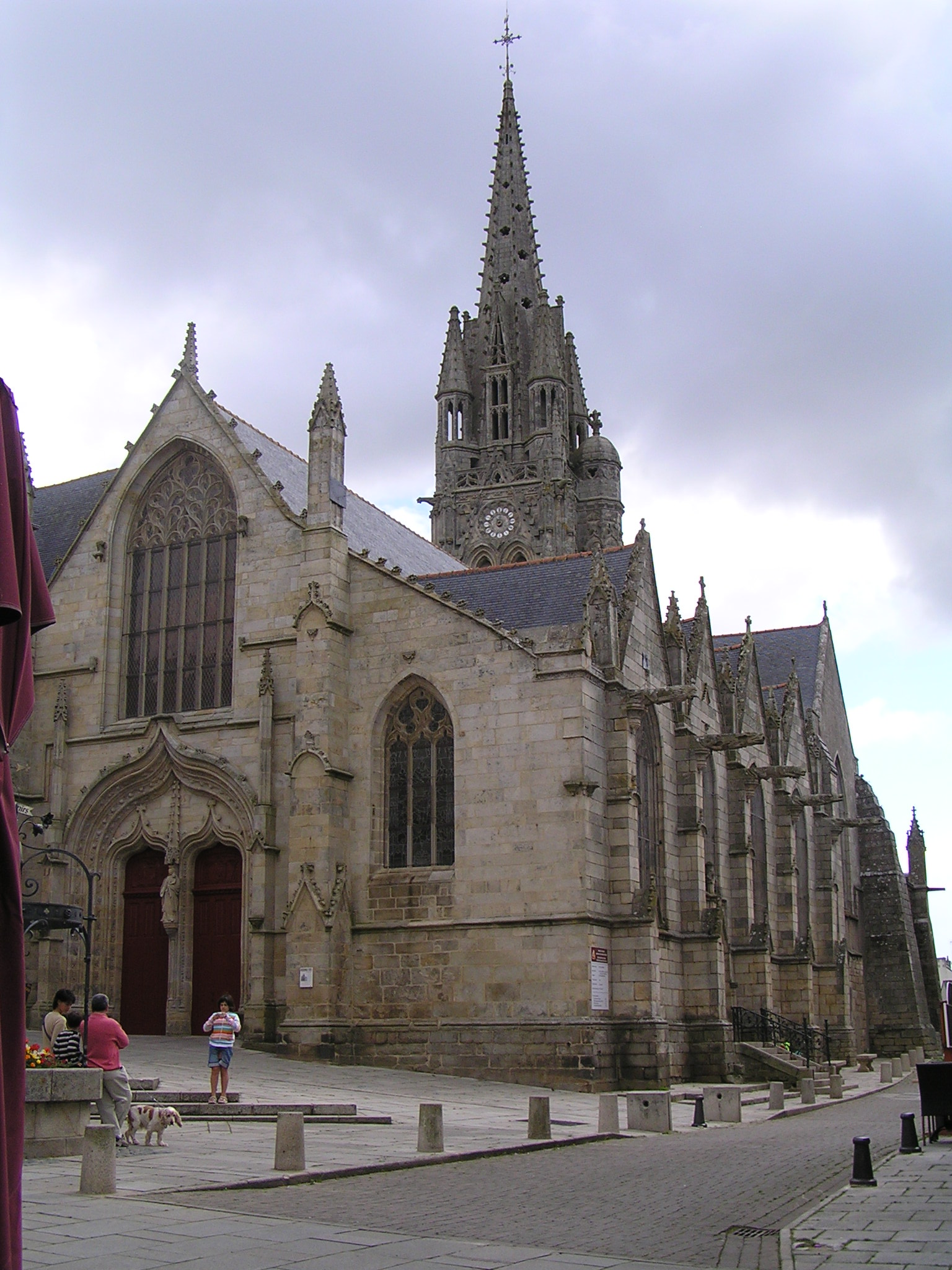
Església
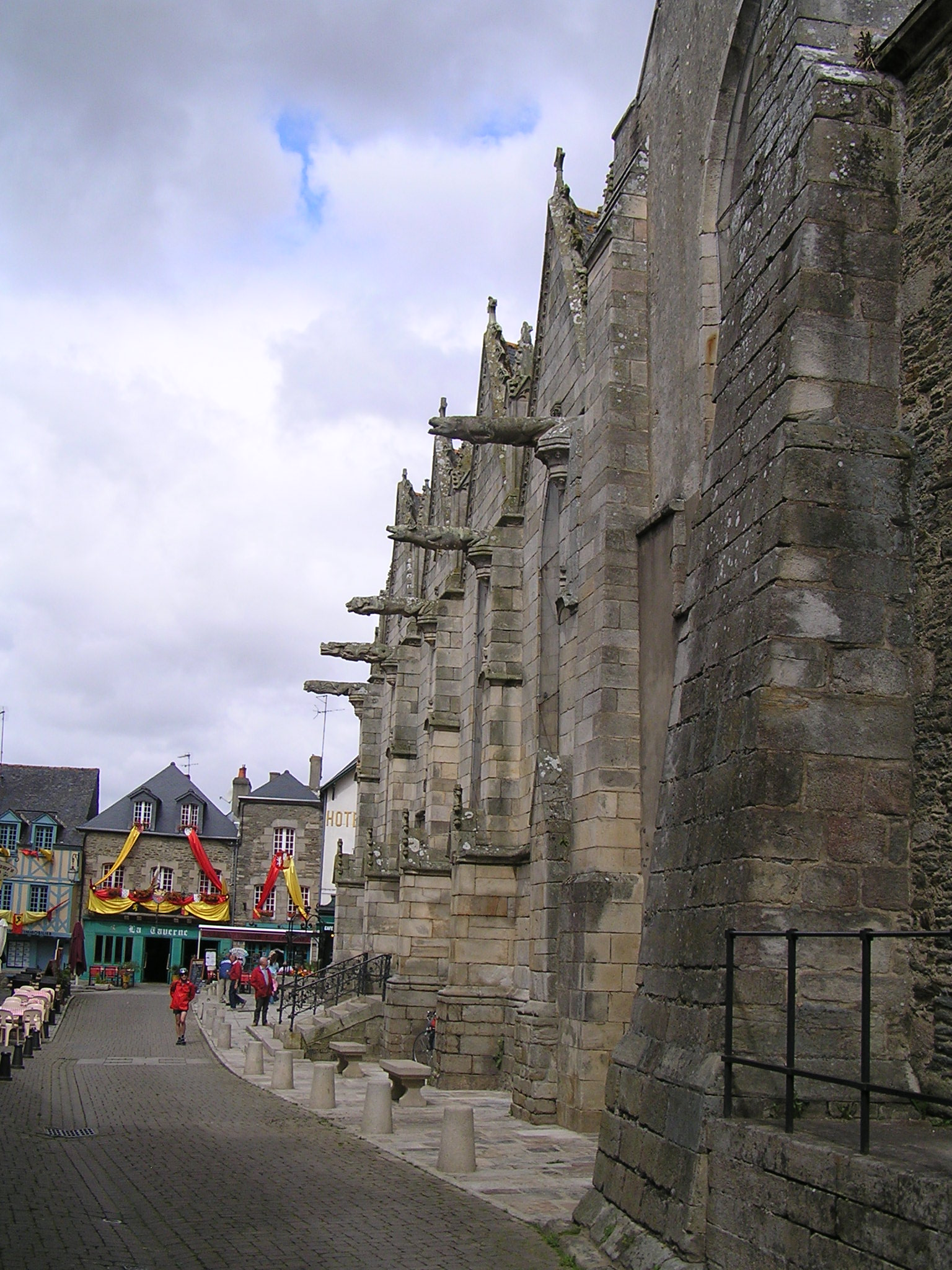
les gàrgoles de l'església
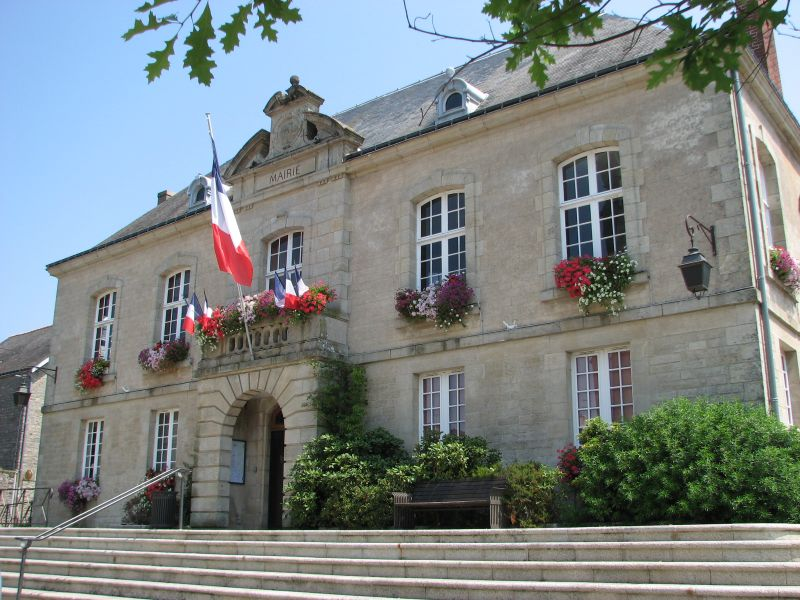
Alcaldia de Josselin

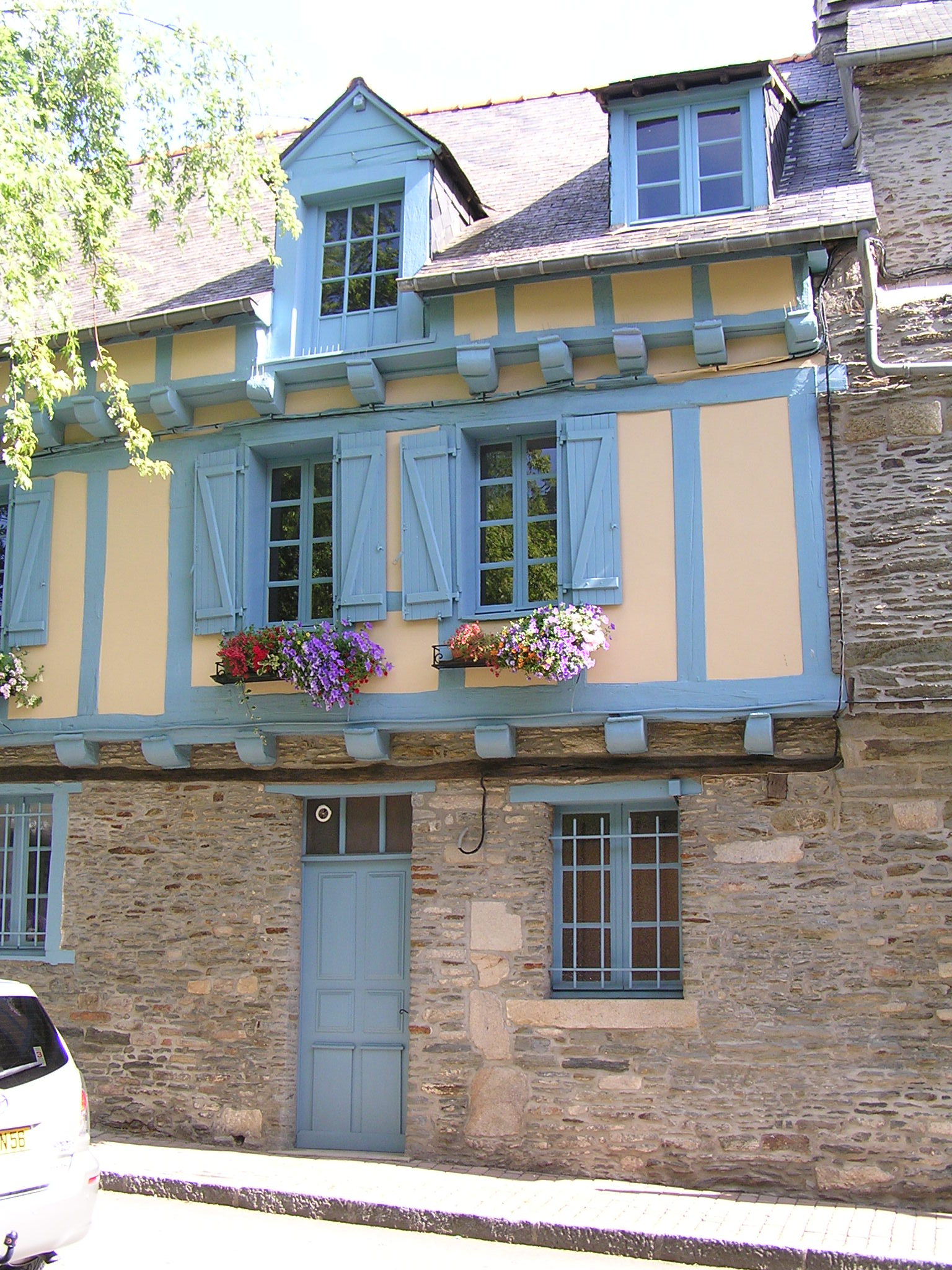
Casa medieval
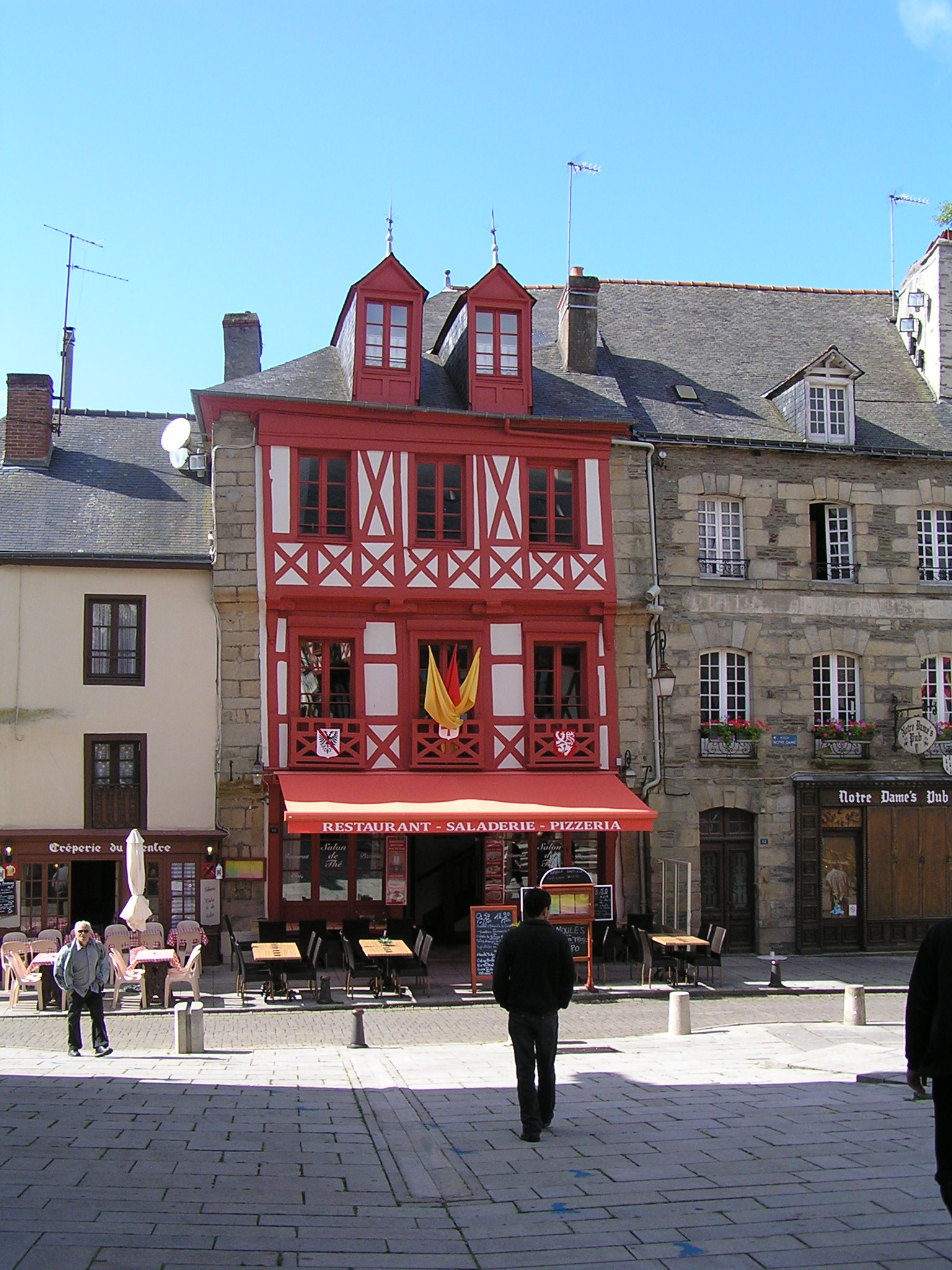
autre maison médiévale
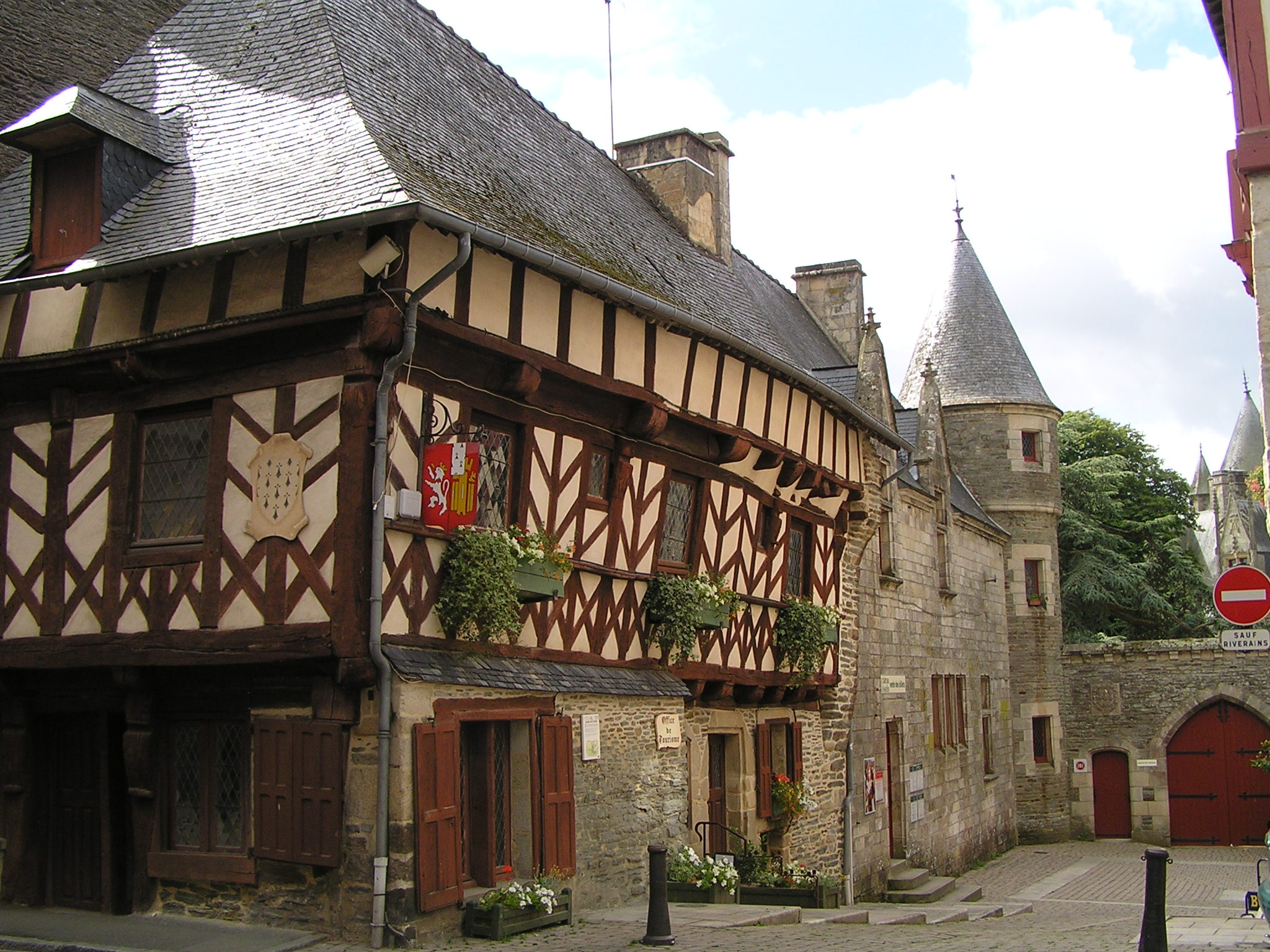
oficina de turisme
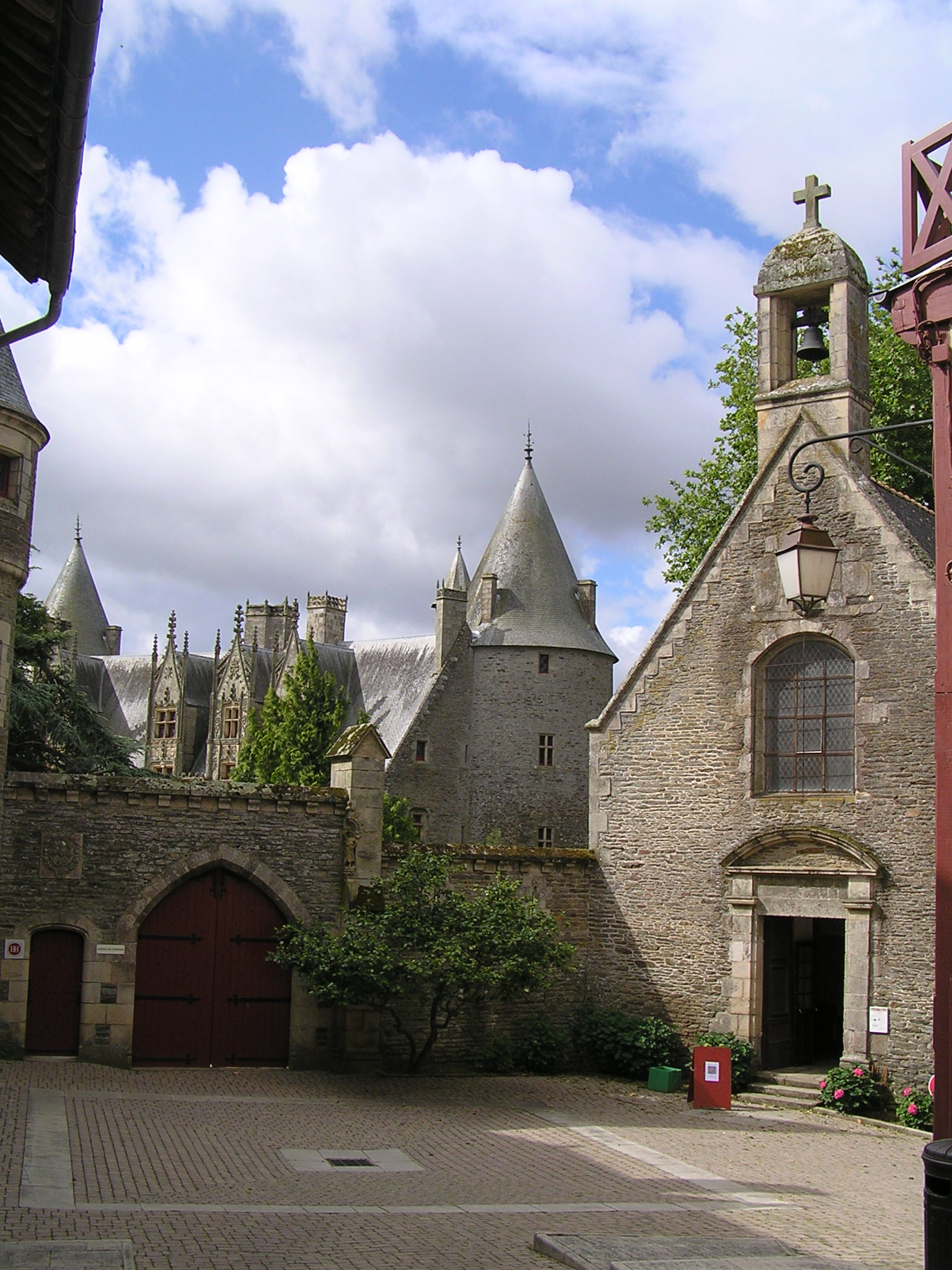
Entrada al castell